# Xã Brandon, Quận Douglas, Minnesota
Xã Brandon (tiếng Anh: Brandon Township) là một xã thuộc quận Douglas, tiểu bang Minnesota, Hoa Kỳ. Năm 2010, dân số của xã này là 713 người.